# Gare de Pont-d'Ardres
La gare de Pont-d'Ardres est une gare ferroviaire française de la ligne de Lille aux Fontinettes, située sur le territoire de la commune d'Ardres, dans le département du Pas-de-Calais, en région Hauts-de-France.
C'est une halte de la Société nationale des chemins de fer français (SNCF), desservie par des trains TER Hauts-de-France.

## Situation ferroviaire
Établie à 5 mètres d'altitude, la gare de Pont-d'Ardres est située au point kilométrique (PK) 94,533 de la ligne de Lille aux Fontinettes entre les gares ouvertes de Nortkerque et des Fontinettes.

## Histoire
La gare de Pont-d'Ardres est mise en service en 1849. Elle se trouve sur le territoire de la commune d'Ardres, à la limite de celui des Attaques ; le hameau de Pont-d'Ardres (dont le développement est en partie dû à l'implantation de cette gare) est quant à lui partagé entre ces deux communes.
De 1902 à 1955, la gare permettait d'effectuer des correspondances avec le tramway d'Ardres à Pont-d'Ardres.

## Service des voyageurs

### Accueil
Halte SNCF, c'est un point d'arrêt non géré (PANG) à accès libre.

### Desserte
Pont-d'Ardres est desservie par des trains TER Hauts-de-France qui effectuent des missions entre les gares de Lille-Flandres, ou d'Hazebrouck, et de Calais-Ville.

### Intermodalité
Un parking et un parc à vélos sont aménagés à ses abords.
La halte est desservie par la ligne 8 du réseau de bus de Calais, Imag'in.